# Mezquita Muley El-Mehdi
La Mezquita de Muley El Medhi, también conocida cómo Mezquita Yemalquivir es una mezquita de la Ampliación de Ceuta de la ciudad española de Ceuta, ubicada en la Avenida de África. 

## Historia
Fue construida entre 1939 y 1940 según el proyecto del arquitecto municipal José María Tejero y de Benito de 1939, siendo inaugurada el 18 de julio de 1940 en presencia del Jalifa del Protectorado español en Marruecos, Muley Ismail ben el Mehdi y del Alto Comisario de España en Marruecos, Carlos Asensio. 
La construcción de la mezquita fue financiada con fondos del Estado español en agradecimiento por el apoyo de las tropas musulmanas al bando nacional durante la guerra civil española, por lo que dentro del lugar de culto existe una placa que conmemora su construcción con el agradecimiento de Francisco Franco y con la celebración del “Día de la Victoria” –franquista– y del “año triunfal”.
Sobre 1990 fue remodelada, rehaciéndose su decoración.

## Actualidad
Mulay El Mehdi tiene convenio con la Consejería de Educación y Cultura a través de la guía Ceuta te Enseña, con la Escuela Viajera y recibe a grupos de distintos lugares del mundo. En su interior se ofrecen conferencias y se dan clases de enseñanza religiosa y de lengua árabe. En noviembre de 2022, la comunidad musulmana que atiende el templo se ha negado a retirar una placa en honor de Francisco Franco.

## Descripción
Tiene planta cuadrada.

### Exterior
Las fachadas son austeras, sólo destaca la principal, a la avenida de África, con un patio delantero, cerrado por una verja, con una entrada en arco polilobulado, mientras que la del edificio es de herradura.

### Interior
Tras la puerta principal se encuentra un pasillo que lleva al patio de abluciones, porticado con arcos de herradura, tras el que se encuentra la sala de oración, compuesta de tres naves paralela al muro de la quibla, también en arco de herradura y muy decorada, separadas por arcos de herradura sobre pilares que aguantan bóvedas cuatripartitas.